# Туркменка (село)
Туркменка (тат. Тулке-аул) — село в Наримановском районе Астраханской области России, входит в состав Линейнинского сельского совета.

## География
Село Туркменка расположено на северном берегу ильменя Япрак, в 37 километрах к западу от юго-западной окраины Астрахани и менее чем в километре к востоку от села Линейное.

## История
Село основано в 1864 году татарами-переселенцами из сёл Линейного и Каменный Яр

## Население
| 2002 | 2010 | 2011 | 2012 | 2013 | 2014 | 2015 |
| ---- | ---- | ---- | ---- | ---- | ---- | ---- |
| 418  | ↘417 | ↗424 | ↗438 | ↘423 | ↗431 | ↘420 |

Этнический состав
| Национальность | Численность | Процент |
| -------------- | ----------- | ------- |
| Татары         | 387         | 93,7%   |
| Казахи         | 26          | 6,3%    |
| Всего          | 413         | 100%    |